# Championnats du monde de gymnastique artistique 1934
Navigation
Édition précédente Édition suivante
Les 10e championnats du monde de gymnastique artistique ont eu lieu à Budapest en 1934. C'est le premier championnat du monde qui inclut la gymnastique artistique féminine.

## Résultat hommes

### Concours général individuel
| Rang | Athlète         | Point   |
| ---- | --------------- | ------- |
| 1.   | Eugen Mack      | 138.950 |
| 2.   | Romeo Neri      | 137.750 |
| 3.   | Emanuel Löffler | 136.150 |

### Concours général par équipes
| Rang | Équipe | Point   |
| ---- | --- | ------- |
| 1.   | Suisse Walter Bach, Hans Grieder, Hermann Hänggi, Eugen Mack, Georges Miez, Eduard Steinemann, Josef Walter, Melchior Wezel                 | 788.200 |
| 2.   | Tchécoslovaquie Jaroslav Baroch, Jan Gajdos, Alois Hudec, Jaroslav Kollinger, Emanuel Löffler, Jan Sládek, Ladislav Tikal, Jindrich Tintera | 772.900 |
| 3.   | Allemagne Franz Beckert, Konrad Frey, Kurt Krötzsch, Fritz Limburg, Herbert Lorenz, Heinz Sandrock, Walter Steffens, Ernst Winter           | 769.500 |

### Finales par engins

#### Sol
| Rang | Athlète       | Point  |
| ---- | ------------- | ------ |
| 1.   | Georges Miez  | 18.950 |
| 2.   | Eugen Mack    | 18.350 |
| 3.   | Kurt Krötzsch | 18.250 |

#### Cheval d'arçon
| Rang | Athlète           | Point  |
| ---- | ----------------- | ------ |
| 1.   | Eugen Mack        | 19.150 |
| 2.   | Eduard Steinemann | 18.900 |
| 3.   | Jan Sladek        | 18.750 |

#### Anneaux
| Rang | Athlète            | Point  |
| ---- | ------------------ | ------ |
| 1.   | Alois Hudec        | 19.450 |
| 2.   | Eugen Mack         | 19.000 |
| 3.   | Jaroslav Kollinger | 18.900 |
| 3.   | Mathias Logelin    | 18.900 |

#### Saut de cheval
| Rang | Athlète           | Point  |
| ---- | ----------------- | ------ |
| 1.   | Eugen Mack        | 20.000 |
| 2.   | Eduard Steinemann | 19.400 |
| 3.   | Romeo Neri        | 19.200 |

#### Barres parallèles
| Rang | Athlète      | Point  |
| ---- | ------------ | ------ |
| 1.   | Eugen Mack   | 19.750 |
| 2.   | Josef Walter | 19.250 |
| 3.   | Walter Bach  | 19.200 |

#### Barre fixe
| Rang | Athlète        | Point  |
| ---- | -------------- | ------ |
| 1.   | Ernst Winter   | 19.650 |
| 2.   | Heinz Sandrock | 19.450 |
| 2.   | Georges Miez   | 19.450 |

## Résultats femmes

### Concours général individuel
| Rang | Athlète           | Point  |
| ---- | ----------------- | ------ |
| 1.   | Vlasta Děkanová   | 60.280 |
| 2.   | Margit Kalocsy    | 59.580 |
| 3.   | Janina Skyrlinska | 58.650 |

### Concours général par équipe
| Rang | Équipe | Points  |
| ---- | --- | ------- |
| 1.   | Tchécoslovaquie Maria Bajerová, Vlasta Děkanová, Vlasta Foltová, Eleonora Hajková, Vlasta Jarusková, Zdeňka Veřmiřovská | 590.560 |
| 2.   | Royaume de Hongrie Lenke Balkanyi, Judith Gamaufne-Toth, Anna Kael, Margit Kalocsai, Maria Munkacsi, Jenöne Varga       | 584.400 |
| 3.   | Pologne Helena Dylewska, Irena Mikulska, Zofia Pawlowska, Erna Szymowa, Klara Sieronska, Janina Skirlinska              | 479.480 |

## Tableau des médailles
| Rang | Nation             | Or | Argent | Bronze | Total |
| ---- | ------------------ | -- | ------ | ------ | ----- |
| 1    | Suisse             | 6  | 6      | 1      | 13    |
| 2    | Tchécoslovaquie    | 3  | 1      | 3      | 7     |
| 3    | Allemagne          | 1  | 1      | 2      | 4     |
| 4    | Royaume de Hongrie | -  | 2      | -      | 2     |
| 5    | Royaume d'Italie   | -  | 1      | 1      | 2     |
| 6    | Pologne            | -  | -      | 2      | 2     |
| 7    | Luxembourg         | -  | -      | 1      | 1     |